# Methia carinata
Methia carinata là một loài bọ cánh cứng trong họ Cerambycidae.